# NGC 5682
NGC 5682 est une galaxie spirale barrée située dans la constellation du Bouvier. Sa vitesse par rapport au fond diffus cosmologique est de 2 397 ± 9 km/s, ce qui correspond à une distance de Hubble de 35,4 ± 2,5 Mpc (∼115 millions d'al). NGC 5682 a été découverte par le physicien irlandais George Stoney en 1850.
La classe de luminosité de NGC 5682 est II et elle présente une large raie HI. C'est une galaxie active de type Seyfert 1.
En raison d'une brillance de surface égale à 14,06 mag/am2, on peut qualifier NGC 5682 de galaxie à faible brillance de surface (LSB en anglais pour low surface brightness). Les galaxies LSB sont des galaxies diffuses (D) avec une brillance de surface inférieure de moins d'une magnitude à celle du ciel nocturne ambiant.
À ce jour, huit mesures non basées sur le décalage vers le rouge (redshift) donnent une distance de 26,675 ± 4,761 Mpc (∼87 millions d'al), ce qui est à l'extérieur des valeurs de la distance de Hubble. Notons que c'est avec la valeur moyenne des mesures indépendantes, lorsqu'elles existent, que la base de données NASA/IPAC calcule le diamètre d'une galaxie et qu'en conséquence le diamètre de NGC 5682 pourrait être d'environ 24,2 kpc (∼78 900 al) si on utilisait la distance de Hubble pour le calculer.
Sur la sphère céleste, NGC 5682 est voisine de la galaxie NGC 5683, mais elle est presque cinq fois plus près de la Voie lactée que cette dernière. Ces deux galaxies forment donc une paire purement optique. 

## Supernova
La supernova SN 2005ci a été découverte dans NGC 5682 le 10 juin 2005 par D. R. Madison et W. Li dans le cadre du programme conjoint LOSS/KAIT (Lick Observatory Supernova Search de l'observatoire Lick et The Katzman Automatic Imaging Telescope de l'université de Californie à Berkeley. Cette supernova était de type II.

## Groupe d'IC 1029
Selon A. M. Garcia, NGC 5682 fait partie du groupe d'IC 1029. Ce groupe de galaxies compte au moins 11 membres. Les autres galaxies du groupe sont NGC 5602, NGC 5660, NGC 5673, NGC 5676, NGC 5689, NGC 5693, NGC 5707, IC 1029 et UGC 9426. La onzième galaxie mentionnée par Garcia est NGC 5624, mais son appartenance à ce groupe est incertaine.
Abraham Mahtessian mentionne aussi ce groupe, mais sa liste ne comprend que six galaxies : NGC 5660, NGC 5673, NGC 5676, NGC 5689, NGC 5693 et IC 1029.